# Gerald Hensel

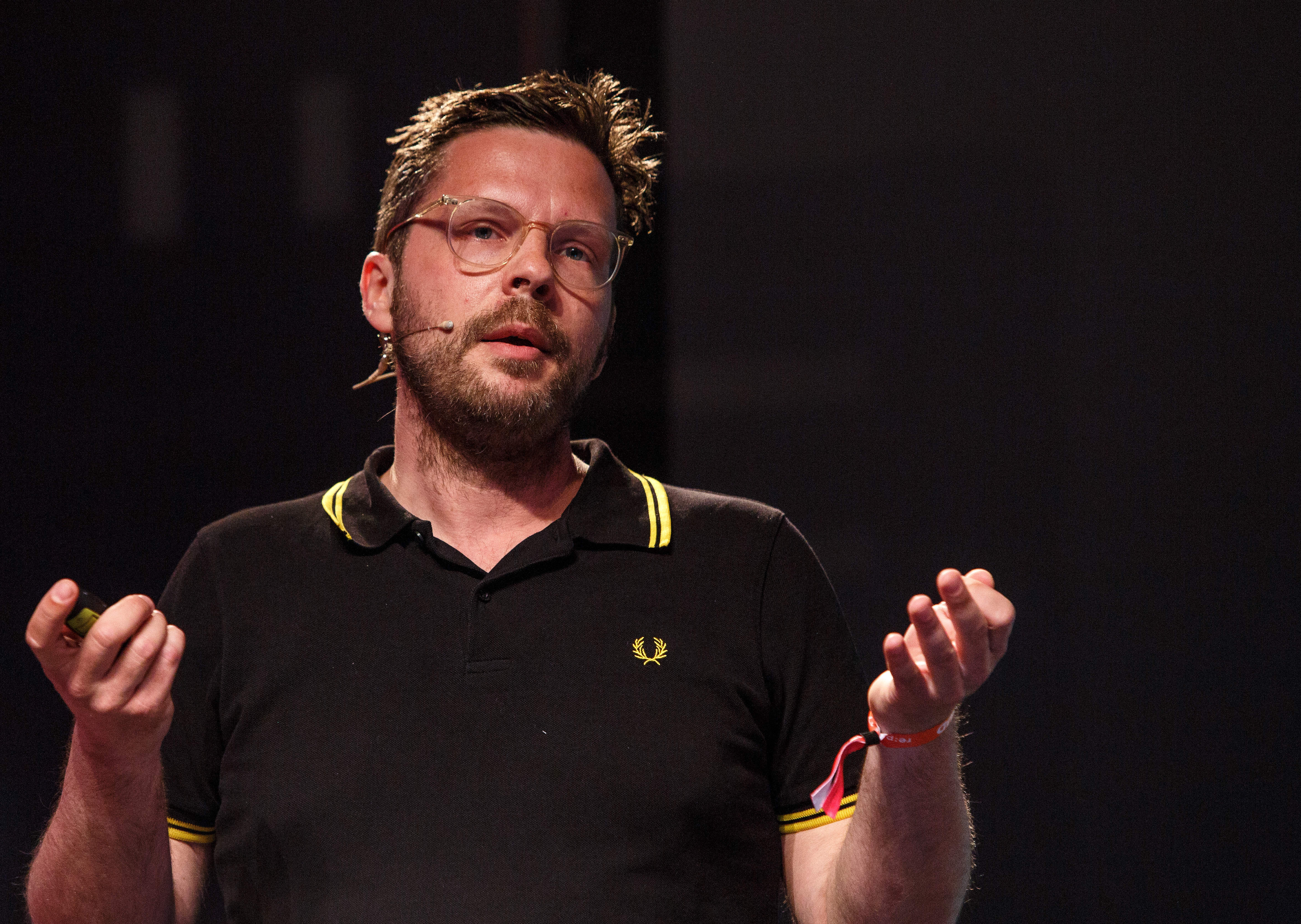
Gerald Hensel auf der re:publica 2017

Gerald Hensel (* 1. November 1975 in Haiger, Hessen) ist ein deutscher Digital-Marketing-Experte, Publizist, Blogger sowie Co-Gründer mehrerer Nichtregierungsorganisationen.

## Leben
Hensel absolvierte eine Ausbildung zum Werbekaufmann und studierte Politikwissenschaften und Germanistik an der Universität Mannheim. Seine akademische Abschlussarbeit zum Thema „Positive Anreizsteuerung im Atomkonflikt mit Nordkorea 1994–2002“ entwickelte Hensel weiter, um sie 2004 als Buch zu verlegen.
2011 gründete Hensel die niederländische Sektion der Account Planning Group – eines Verbandes von Kommunikations- und Marketing-Strategen. Er amtierte für ein Jahr in deren Vorstand in Amsterdam. Im selben Jahr gehörte er zu den Gründungsmitgliedern des der SPD nahestehenden netzpolitischen Vereins D64 – Zentrum für Digitalen Fortschritt. Hensel ist aber einfaches Mitglied und hatte nie Ämter inne.
Hensel lebt in Hamburg und Berlin, wo er als freier Digital-Stratege schwerpunktmäßig Marken in ihrer Digitalisierung begleitet. In mehr als 20 Jahren professioneller Tätigkeit hat Hensel dabei für Werbeagenturen, Unternehmen und Unternehmensberatungen im In- und Ausland gearbeitet. Er publiziert häufig in Fachbüchern und trat häufig als Kommentator und Gastjournalist in diversen Fachmedien auf. Hensel bloggt selbst in diversen Plattformen und tritt darüber hinaus regelmäßig auf Konferenzen als Speaker auf.

## #keinGeldFürRechts und die Folgen
Aufsehen erregte Ende 2016 Hensels private Aktion #keinGeldFürRechts, in der er in zwei Blogposts und mehreren Tweets dazu aufrief, Marken- und Mediaverantwortliche davon abzubringen, ihre bezahlten Werbebanner auf Seiten erscheinen zu lassen, die Hensel als „rechts“ einstufte. Nach diesem von einigen als Boykott eingestuften Aufruf, der sich ursprünglich unter anderem gegen Die Achse des Guten richtete, wurde dem Unternehmen von Achse-Autor Henryk M. Broder vorgeworfen, Hensel nutze seine Position dort aus, um Werbende zu beeinflussen und so die wirtschaftliche Grundlage journalistischer Angebote und die Meinungs- und Pressefreiheit zu beschädigen.
Die Aktion wurde kontrovers diskutiert und führte zu einem Proteststurm gegen Hensel und seinen Arbeitgeber und einer vierstelligen Zahl von Negativbewertungen für Scholz & Friends auf Facebook. Scholz & Friends distanzierte sich von der Kampagne und sprach von unnötigen Provokationen und beleidigenden Reaktionen Hensels auf die ersten Anfeindungen, stellte sich als Arbeitgeber aber hinter Hensel. Dennoch entschloss sich Hensel nach eigenen Angaben, Scholz & Friends zu verlassen.
Michael Hanfeld kommentierte in der FAZ: „Wer auf so etwas setzt, erst recht als Stratege einer Werbeagentur, bringt wirtschaftliche Macht gegen die Meinungsvielfalt und die Pressefreiheit in Stellung.“
2017 gründete Hensel dann den Verein Fearless Democracy, der nach eigenen Angaben „als inhaltlicher Partner von öffentlichen Institutionen, Journalismus und Privatwirtschaft eine Rolle gegen Populisten und Extremisten“ spielen und nach Darstellung von Laura Lucas in Übermedien die „Wirkweise der populistischen Wut-Industrie im digitalen Zeitalter für alle verständlich offenlegen“ will. So kooperierten der Verein und die Plattformen Übermedien und BuzzFeed im Rahmen mehrerer Recherchen. 2019 gründete der Verein gemeinsam mit der Kampagnenplattform Campact die gemeinnützige Organisation HateAid.
Hensel selbst trat im Rahmen dieser Tätigkeit in verschiedenen Medien auf, so zum Beispiel in der vorletzten Folge von Schulz und Böhmermann, als Kommentator in der 3sat-Dokumentation Die rechte Wende und in diversen Presse-Artikeln, in denen das damals neue Thema Hate Speech und Diskursverschiebung im Netz diskutiert wurde. Der „Werkstattbrief“, ein Video-Porträt mit Hensel, gewann 2018 einen Best-Of-Content-Marketing-Award in Gold.